# Rejon ignaliński
Rejon ignaliński (lit. Ignalinos rajono savivaldybė) – rejon we wschodniej Litwie.
Według spisu ludności z 2001 roku ok. 8,5% populacji rejonu (4 449 osób) stanowili Polacy.
- Ignalino – 6591
- Wielka Wieś – 1744
- Przyjaźń – 1084
- Dukszty – 1070
- Kozaczyzna – 383
- Strygajliszki – 334
- Daugieliszki Nowe – 313
- Koniuchy (Kaniuki) – 307
- Melegiany – 286
- Rymszany – 274
- Twerecz – 272